# П'ятовська (Тотемський район)
П'я́товська (рос. Пятовская) — присілок у складі Тотемського району Вологодської області, Росія. Адміністративний центр П'ятовського сільського поселення.

## Населення
Населення — 88 осіб (2010; 109 у 2002).
Національний склад (станом на 2002 рік):
- росіяни — 97 %